# Stevie Johnson
Steven John Johnson (San Francisco, 22 luglio 1986) è un giocatore di football americano statunitense che ha militato nel ruolo di wide receiver nella National Football League (NFL). Fu scelto nel corso del settimo giro (224º assoluto) del Draft NFL 2008 dai Buffalo Bills. Al college giocò a football all'Università del Kentucky.

## Carriera

### Buffalo Bills
Johnson fu scelto dai Buffalo Bills nel settimo giro del Draft 2009. Dopo essere sceso in campo sporadicamente nelle prime due stagioni, nel 2010 fu nominato wide receiver titolare. Nella settimana 7 contro i Baltimore Ravens esplose ricevendo 158 yard e segnando un touchdown. Nella settimana 11 contro i Cincinnati Bengals segnò un nuovo primato personale di tre touchdown. La sua annata si concluse con 82 ricezioni per 1.073 yard e 10 touchdown. Anche nella stagione successiva superò le mille yard ricevute, venendo premiato con un rinnovo contrattuale di 5 anni per un valore di 36,5 milioni di dollari, inclusi 8,5 milioni garantiti. Nella stagione 2012 divenne solamente il terzo giocatore della storia dei Bills a ricevere più di mille yard per tre stagioni consecutive. Nel 2013 disputò solamente 12 partite, terminando con sole 597 yard ricevute e 3 touchdown.

### San Francisco 49ers
Il 9 maggio 2014, il giorno dopo che i Bills scelsero Sammy Watkins nel Draft NFL 2014, Johnson fu scambiato coi San Francisco 49ers per una scelta dei giri intermedi del Draft 2015. Il primo touchdown con la nuova maglia lo segnò nella vittoria della settimana 4 contro i Philadelphia Eagles. La sua unica stagione con la squadra si concluse con 35 ricezioni per 435 yard e 3 touchdown in tredici presenze, una sola delle quali come titolare.

### San Diego Chargers
Il 17 marzo 2015, Johnson firmò un contratto triennale con i San Diego Chargers. Con essi disputò le ultime due stagioni della carriera.

## Statistiche
| Partite totali         | 89    |
| Partite da titolare    | 59    |
| Ricezioni              | 336   |
| Yard su ricezione      | 4.267 |
| Touchdown su ricezione | 31    |

Statistiche aggiornate alla stagione 2014